# Après l'audience
 (octobre 2024).
Après l'audience – en anglais After the Audience – est un tableau réalisé en 1879 par le peintre britannique Lawrence Alma-Tadema. De format vertical, cette huile sur bois est une peinture d'histoire qui représente l'homme politique romain Marcus Vipsanius Agrippa montant un escalier en marbre de sa villa au terme d'une audience qui a attiré une foule et lui a valu de nombreux présents. L'œuvre est conservée depuis 2024 à la National Gallery, à Londres.